# Australia Open 2007 (Badminton)
Die Australian Open 2007 im Badminton fanden vom 25. bis zum 27. Mai 2007 statt.

## Sieger und Platzierte
| Disziplin    | Gold                              | Silber                        | Bronze                    |
| ------------ | --------------------------------- | ----------------------------- | ------------------------- |
| Herreneinzel | John Moody                        | Marco Vasconcelos             | José Antonio Crespo       |
| Herreneinzel | John Moody                        | Marco Vasconcelos             | Chan Yun Lung             |
| Dameneinzel  | Kanako Yonekura                   | Chie Umezu                    | Huang Chia-chi            |
| Dameneinzel  | Kanako Yonekura                   | Chie Umezu                    | Yuriko Miki               |
| Herrendoppel | Aji Basuki Sindoro Ashley Brehaut | John Gordon Daniel Shirley    | Nathan Hannam Henry Tam   |
| Herrendoppel | Aji Basuki Sindoro Ashley Brehaut | John Gordon Daniel Shirley    | Kenny Ng Sean Lim         |
| Damendoppel  | Aya Wakisaka Ikue Tatani          | Michiko Kanagami Noriko Okuma | Erica Pong Victoria Na    |
| Damendoppel  | Aya Wakisaka Ikue Tatani          | Michiko Kanagami Noriko Okuma | Mai Omori Yuriko Miki     |
| Mixed        | Craig Cooper Renee Flavell        | Aji Basuki Sindoro Peggy Lim  | Daniel Shirley Tania Luiz |
| Mixed        | Craig Cooper Renee Flavell        | Aji Basuki Sindoro Peggy Lim  | Henry Tam Donna Cranston  |